# Polkville (Mississippi)
Polkville é uma vila localizada no estado americano de Mississippi, no Condado de Smith.

## Demografia
Segundo o censo americano de 2000, a sua população era de 132 habitantes.
Em 2006, foi estimada uma população de 131, um decréscimo de 1 (-0.8%).

## Geografia
De acordo com o United States Census Bureau tem uma área de
6,0 km², dos quais 6,0 km² cobertos por terra e 0,0 km² cobertos por água. Polkville localiza-se a aproximadamente 156 m acima do nível do mar.

## Localidades na vizinhança
O diagrama seguinte representa as localidades num raio de 28 km ao redor de Polkville.